# ادواردس آندرسونس
ادواردس آندرسونس (لتونیایی: Eduards Andersons; ۱ آوریل ۱۹۱۴ – ۲۹ نوامبر ۱۹۸۵) بازیکن بسکتبال اهل لتونی بود.
وی در مسابقات کشوری و بین‌المللی در مجموع برندهٔ ۳ مدال طلا، ۱ مدال نقره شده‌است.